# Forfone
forfone war eine kostenlose VoIP-Anwendung, die Benutzern ermöglichte zu telefonieren, SMS, Fotos und die eigene Position zu versenden und zu teilen. Die App benötigte keine Registrierung und kein Benutzerkonto, sondern ermöglichte die direkte Telefonie in alle Mobilfunk- und Festnetze weltweit über Wireless LAN, LTE (4G) oder UMTS (3G).
Dem Benutzer wurde eine 100%ige Erreichbarkeit durch das Zusenden einer Push-Nachricht gewährleistet. Die forfone-App musste somit nicht offen sein oder im Hintergrund laufen damit Anrufe angenommen oder SMS eingehen konnten. Die Anwendung lief unter Android ab Version 2.2, unter Apple iOS ab Version 4.3 und unter Windows Phone ab Version 7.5.
Aktuell (Stand: März 2015) ist die App weder bei Google Play noch itunes verfügbar. Beim Zugriff auf die Website erfolgt eine Verlinkung zur Homepage der toolani GmbH (www.toolani.com). Als Alternative wird vom toolani-Support die Nutzung der App "toolani-VoIP" empfohlen. Der Betrieb der forfone-App wurde Anfang 2015 eingestellt.

## Datenschutz
Das unabhängige Wiener Forschungsinstitut SBA-Research hat 2012 in einem Vergleichstest massive Sicherheitslücken in aktuellen Messenger-Apps entdeckt. So konnten die Forscher nicht nur das Benutzerkonto übernehmen, sondern auch kostenlose SMS vom Server von einigen Apps verschicken.
Nur bei forfone und drei weiteren Apps war weder das Übernehmen des Benutzerkontos möglich, noch konnten in weiterer Folge Nachrichten dieser Nutzer gesendet oder empfangen werden.